# 鼻盾蝽属
鼻盾蝽属（学名：Hotea）是盾蝽科的一属。

## 下属物种
本属包括以下物种：
- 鼻盾蝽 Hotea curculionoides (Herrich-Schaefer, 1836)
- Hotea subfasciata (Westwood) Westwood